# Alex D. Linz
Alexander David Linz (ur. 3 stycznia 1989 w Santa Barbara w stanie Kalifornia) – amerykański aktor, który rozpoczął swoją filmową karierę pod koniec lat 90. XX wieku. Sławę przyniosła mu główna rola w komedii Alex – sam w domu.

## Życiorys
Urodził się w Santa Barbara w Kalifornii, jest synem prawniczki Deborah Baltaxe oraz dr. Daniela Linza – profesora psychologii na Uniwersytecie Kalifornijskim. Jego rodzice są rozwiedzeni, mieszka z matką. Alex ma młodszą siostrę Lily Alice, jest judaistą.
Alex rozpoczął karierę filmową epizodycznymi rolami w serialu Cybill w 1994 roku. Później pojawiał się w kilku produkcjach telewizyjnych, wystąpił jako syn postaci zagranej przez Michelle Pfeiffer w filmie z 1996 roku pt. Szczęśliwy dzień. W 1997 roku zagrał główną rolę w filmie Alex – sam w domu. Podkładał głos w animowanej wersji filmu Tarzan z 1999 roku.
Po 2000 roku Alex Linz miał kilka ról w filmach skierowanych do młodszej publiczności, np. w filmie Wielka misja Maxa Keeble’a, gdzie zagrał tytułową rolę, a także w Locie w kosmos oraz w Full Court Miracle, gdzie zagrał głównego zawodnika drużyny koszykarskiej w szkole żydowskiej. W 2007 roku zerwał z zawodem aktora.

## Filmografia
| Filmy |                       |                            |                  |       |
| Rok   | Tytuł oryginalny      | Tytuł polski               | Rola             | Uwagi |
| 1995  | Vanished              | Zaginiony                  | Teddy            |       |
| 1996  | One Fine Day          | Szczęśliwy dzień           | Sammy Parker     |       |
| 1996  | The Uninvited         | Przeklęty dom              | Jonathan Johnson |       |
| 1997  | Home Alone 3          | Alex – sam w domu          | Alex Pruitt      |       |
| 1999  | My Brother the Pig    | Braciszek świnka           | Freud            |       |
| 2000  | Bruno                 | Bruno i anioły             | Bruno Battaglia  |       |
| 2000  | Bounce                | Gra o miłość               | Scott Janello    |       |
| 2001  | Race To Space         | Lot w kosmos               | Billy Von Huber  |       |
| 2001  | The Jennie Project    | Projekt „Jennie”           | Andrew Archibald |       |
| 2001  | Max Keeble's Big Move | Wielka misja Maxa Keeble’a | Max Keeble       |       |
| 2003  | Full Court Miracle    | -                          | Alex Schlotsky   |       |
| 2005  | The Moguls            | Amatorski projekt          | Billy            |       |
| 2007  | Choose Connor         | -                          | Owen Norris      |       |

| Produkcje telewizyjne |                            |                      |                  |                  |
| Rok                   | Tytuł oryginalny           | Tytuł polski         | Rola             | Uwagi            |
| 1995–1998             | Cybill                     | -                    | Jason            |                  |
| 1998                  | Carson's Vertical Suburbia | -                    | Carson           | film telewizyjny |
| 1999–2002             | Providence                 | Powrót do Providence | Pete Calcatera   |                  |
| 2003                  | Exit 9                     | -                    | Richie Sommerset |                  |

| Dubbing |                                                       |                     |                         |       |
| Rok     | Tytuł oryginalny                                      | Tytuł polski        | Rola                    | Uwagi |
| 1998    | Wacky Adventures of Ronald McDonald: The Scared Silly | -                   | Franklin                |       |
| 1999    | Tarzan                                                | -                   | młody Tarzan            |       |
| 2000    | Titan: After Earth                                    | Titan – Nowa Ziemia | młody Cale              |       |
| 2002    | Red Dragon                                            | Czerwony smok       | młody Francis Dolarhyde |       |